# Koilocyt

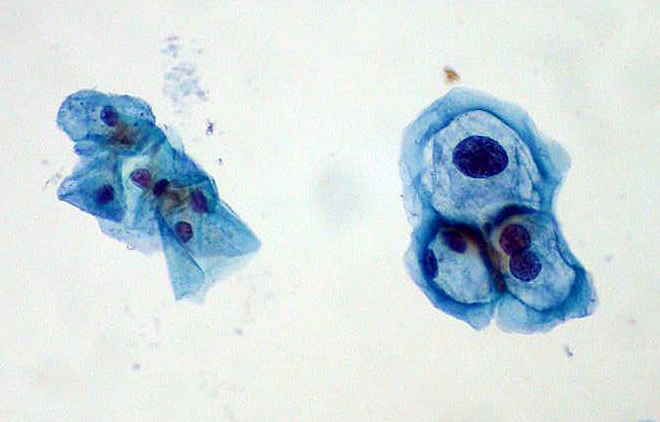
Uitstrijkje baarmoederhals met een groep normale baarmoederhalscellen links en HPV-geïnfecteerde cellen met kenmerken die typisch zijn voor koilocyten: vergrote (x2 of x3) celkernen en hyperchromasie.

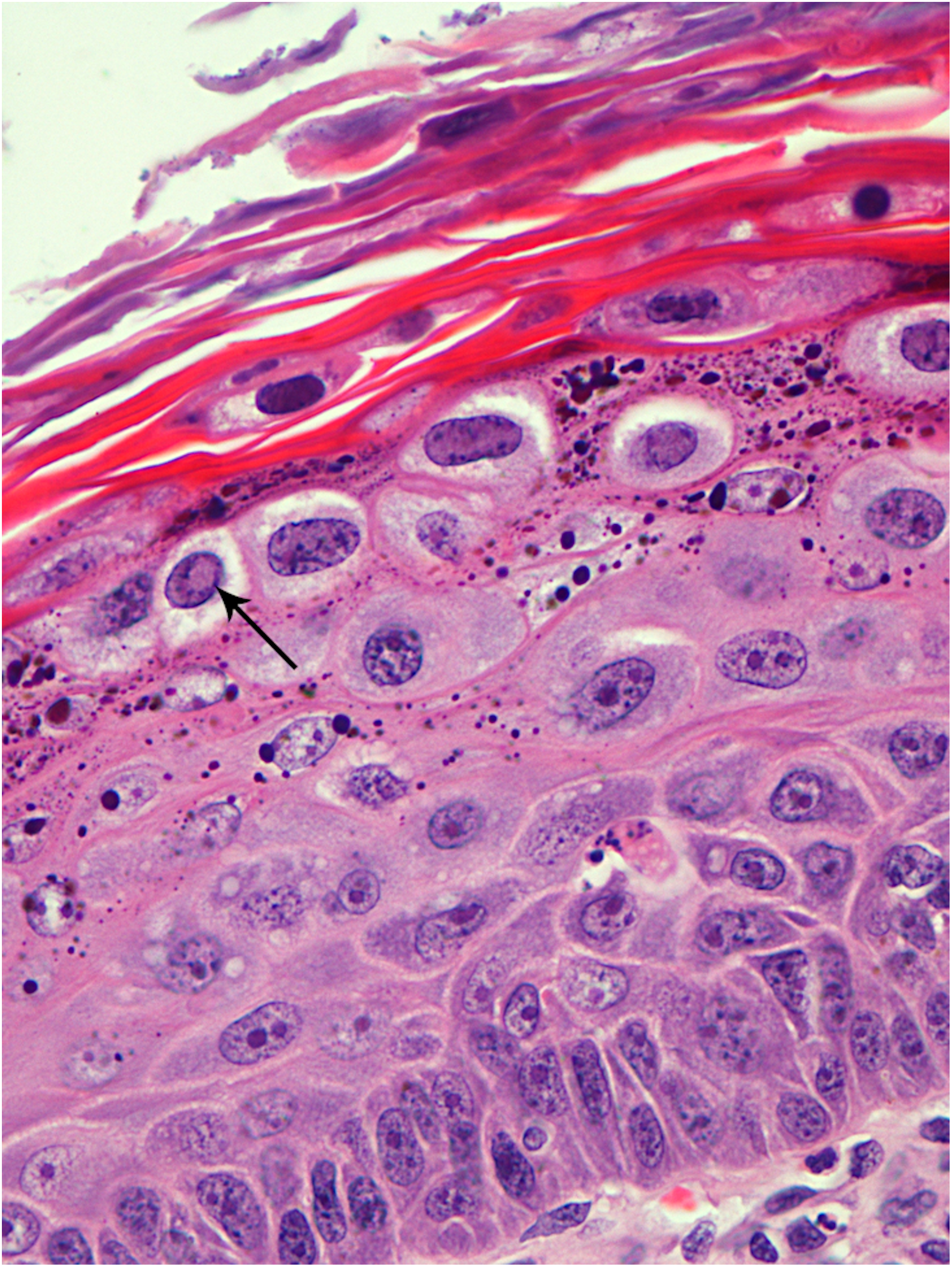
Histologische kenmerken van hyperkeratose, hypergranulose, koilocyten en insluitlichaampjes (pijl) bij honden met oraal humaan papillomavirus.

Een koilocyt is een plaveiselepitheelcel die een aantal structurele veranderingen heeft ondergaan, die optreden als gevolg van een infectie van de cel met het humaan papillomavirus (HPV). De identificatie van deze cellen door pathologen kan nuttig zijn bij het diagnosticeren van verschillende HPV-geassocieerde hyperchromasiën. Hyperchromasie verwijst naar een verhoogde kleurbaarheid van celstructuren, met name de celkern (nucleaire hyperchromasie), door kleurstoffen.

## Geschiedenis[2]
Met de komst van het uitstrijkje in 1941 voor de diagnose van cervicale laesies werden in korte tijd talloze cytologische observaties gedaan. In 1951 beschreef en illustreerde de Canadese gynaecoloog/cytoloog Dr. J. Earnest Ayre halocellen tijdens zijn werk in Miami. Hij beschreef deze plaveiselcellen van de baarmoederhals als perinucleair, mono- of binucleair met weinig keratiniserende kenmerken en hyperchromatische atypische kernen. Hij stelde ook voor dat deze gevacuoliseerde cellen "precancereus" waren en, omdat ze altijd in combinatie met chronische ontstekingscellen werden aangetroffen, veroorzaakt moesten worden door een langdurige ontsteking of een infectie, viraal of anderszins. Hij zei dat de aanwezigheid van deze vacuolen duidde op een degeneratieve verandering van de cel.
In een brief aan de Wiley online bibliotheek ter ere van de 57e verjaardag van koilocyten, vertelt Leopold G. Koss hoe hij en zijn assistent-technicus Grace Durfee deze cellen tegenkwamen. In 1955 zag George Papanicolaou, die hun laboratorium drie keer bezocht, de cellen in baarmoederhalsuitstrijkjes en noemde ze 'dyskaryoot', maar realiseerde zich niet de potenties van hun ongewone uiterlijk. Koss en Durfee, gefascineerd door deze cellen, beschreven ze verder in een reeks lezingen over cytopathologie in Europa in 1955.
Tijdens zijn onderzoek naar de cellen was het uiterlijk het meest opvallend en hij relateerde dit grotendeels aan een term die gebruikt werd om nagels te beschrijven, die los gelaten waren van de onderliggende huid: Koilonychias, vandaar de naam koilocytose. In 1956 publiceerden ze hun bevindingen in een studie getiteld "Ongebruikelijke patronen van plaveiselepitheel van de baarmoederhals: cytologische en pathologische studie van koilocytische atypie", waarin koilocyten werden beschreven als 'grote epitheelcellen met relatief kleine maar onregelmatig gevormde hyperchromatische kernen omgeven door glycogeen-negatieve heldere halo's'. Vervolgens associeerde Harald zur Hausen in 1977 koilocyten met het humaan papillomavirus in zijn artikel "Human papillomaviruses and their possible role in squamous cell carcinomas", waarvoor hij in 2008 de Nobelprijs ontving.

## Koilocytose
Koilocytose, koilocytische atypie of koilocytotische atypie zijn termen die in de histologie en cytologie worden gebruikt om de aanwezigheid van koilocyten in een monster te beschrijven.
Koilocyten kunnen de volgende cellulaire veranderingen vertonen:
- Celkernvergroting (twee tot drie keer de normale grootte), maar ook twee of meer celkernen.
- Onregelmatigheid van de contouren van het kernmembraan, waardoor een gerimpeld of rozijnachtig uiterlijk ontstaat.
- Een donkerder dan normaal kleurpatroon in de celkern, bekend als hyperchromasie.
- Een helder gebied rond de celkern, bekend als een perinucleaire halo of perinucleaire cytoplasmatische vacuolisatie.[3]
- Vergezeld van dyskeratotische cellen en cellen rijk aan keratohyaline granula.[2] Dyskeratotische cellen zijn plaveiselcellen die voortijdige of abnormale keratinisatie hebben ondergaan, een proces waarbij cellen keratine accumuleren.

Gezamenlijk worden dit soort veranderingen een cytopathisch effect genoemd; verschillende soorten cytopathische effecten kunnen worden waargenomen in veel verschillende celtypen die door veel verschillende virussen zijn geïnfecteerd. Infectie van cellen met HPV veroorzaakt de specifieke cytopathische effecten die worden gezien in koilocyten.

### Pathogenese
De atypische kenmerken die worden gezien in cellen die koilocytose vertonen, zijn het gevolg van de werking van de oncoproteïnen E5 en E6 die door HPV worden geproduceerd. Deze eiwitten breken keratine af in HPV-geïnfecteerde cellen, wat resulteert in de perinucleaire halo en nucleaire vergroting die kenmerkend zijn voor koilocyten.Het oncoproteïne E6 is, samen met E7, ook verantwoordelijk voor de ontregeling van de celcyclus die resulteert in plaveiselceldysplasie. De oncoproteïnen E6 en E7 doen dit door respectievelijk de tumorsuppressorgenen p53 en RB te binden en te remmen. Dit bevordert de voortgang van cellen door de celcyclus zonder adequate reparatie van DNA-schade, wat resulteert in dysplasie. Omdat HPV cellulaire dysplasie kan veroorzaken, worden koilocyten aangetroffen in een aantal potentieel prekankerlaesies.